# 중일 관계
중일 관계 또는 일중 관계, 중국-일본 관계, 일본-중국 관계는 중화인민공화국과 일본 간의 양국 관계를 가리킨다. 중화인민공화국과 일본은 동아시아에 자리잡은 국가이며 역사적으로 중국은 일본과 문화 교류를 해 왔다. 도요토미 히데요시는 명나라를 침략할 계획으로 조선을 침략했다. 근대적 외교 관계는 청나라와 일본 제국 사이에 19세기 말 시작되었으나, 중일 전쟁으로 인해 중화민국과의 외교 관계가 단절되었다가 1952년에 복교되었다. 중화인민공화국과 일본은 1972년 외교 관계를 수립하여, 중화민국과는 다시 단절되었다.

## 역사

### 19세기 이전
일본 열도는 플라이스토세 말기부터 홀로세 초기에 걸친 빙하기가 끝남에 따라 해수의 침입에 의해 유라시아 대륙으로부터 떨어져 분리되기 전까지는 이 대륙과 육지로 연결되어 있었다고 여겨진다. 중국의 문헌에서 처음으로 왜국의 기술이 등장하게 된 것은 《한서》지리지(地理志)에서이다. 기원전 1세기경의 왜는 100개 남짓한 소국들로 분립된 상태였고, 한반도에 있던 낙랑군에 사자를 정기적으로 파견하여 공물을 헌상하였다. 또한, 《후한서》 중 〈동이전〉은 1~2세기경의 왜의 모습을 기록하고 있다. 57년에 나코쿠(奴国)의 사자가 낙양에 도달하여 후한의 초대황제인 광무제로부터 인수(印綬)를 받아왔다. 그것이 에도 시대의 시카노시마(志賀島)에서 발견된 "한왜노국왕(漢委奴國王)"이라고 새겨진 왜노국왕인(倭奴国王印)이다. 또한, 107년에는 왜의 국왕인 스이쇼(帥升)들이 160명의 노예를 안제에게 헌상하였다. 이로써 후한과 책봉관계에 있었던 소국들이 규슈 북부에 존재하였던 것을 알 수 있다. 《삼국지》 중 위지왜인전에 의하면 3세기경의 왜의 상황은 대방군의 바다 맞은편에 야마타이코쿠가 있어 내분상태에 있었다. 그러나, 히미코가 여왕이 되자 제정일치(祭政一致)로 나라를 잘 다스렸다. 239년에는 히미코가 위나라에 조공을 하여, "친위왜왕"(親魏倭王)이 새겨진 금도장(金印)과 동경을 받았다.
701년 일본은 당나라의 영휘 율령(651년 제정)을 참고한 것으로 여겨지는 일본사상 최초의 본격적인 율령, 다이호 율령을 반포하였다. 이 율령의 반포 및 시행으로 고대 일본은 본격적인 중앙집권의 율령제 국가로 들어서게 되었다. 고대 이래 일본과 중국은 밀접한 관계였지만, 5세기 무렵 왜5왕(倭 5王)의 책봉 다음에 일본 국왕이 중국으로부터 책봉된 것은 14세기 후반의 가네나가 신노 (懐良親王) 또는 15세기 초의 일본국왕 아시카가 요시미쓰이다. 따라서 천년 가까이 일본과 중국의 책봉―조공관계는 단절되어 있던 것이 된다.

### 산둥과 만주에서의 간섭
1914년 유럽에서 제1차 세계 대전(~1918년)이 발발하자 일본은 영일 동맹을 이유로 연합국측에 가담하여 참전했다. 하지만 그 진의는 동아시아 지역에 있어서 일본의 지위를 더 높이고 국제적인 발언권 강화의 목적이었다. 1914년 8월 일본은 독일에 선전포고한 후, 일본 육군은 중국에 있던 독일의 조차지 산둥반도의 자오저우 만(칭다오 포함)을, 일본 해군은 태평양의 독일령 남양군도를 점령하고, 이어서 산둥반도 전역에서 군사행동을 전개하였다. 산둥반도를 점령하고 나서, 일본은 위안스카이 북양정부에 대해, 산둥에 대한 독일의 권익을 일본이 계승하고, 만주에 대한 일본의 이권을 반영구화하며 남만주와 내몽골 일부를 일본에 조차하는 것을 요지로 하는 등 21가지 특혜 조건을 요구(1915년 1월 18일)하였고, 중국은 이를 수용(5월)할 수밖에 없었다. 이 21개조에 대한 처리는 중국의 민중이 위안스카이에게서 이탈하는 계기가 된다.(→21개조 요구) 일본이 이와 같이 아시아의 독보적 강대국으로 인식되면서 급부상하게 되는데, 이 무렵 일본 제국에서는 다이쇼 데모크라시 시대로 경제호황을 누렸다. 이듬해(1916년) 위안스카이가 죽은 후 실권을 장악한 돤치루이(段棋瑞) 정권은 일본으로부터 막대한 차관을 얻어 친일적,매국적 성격이 강해졌다.

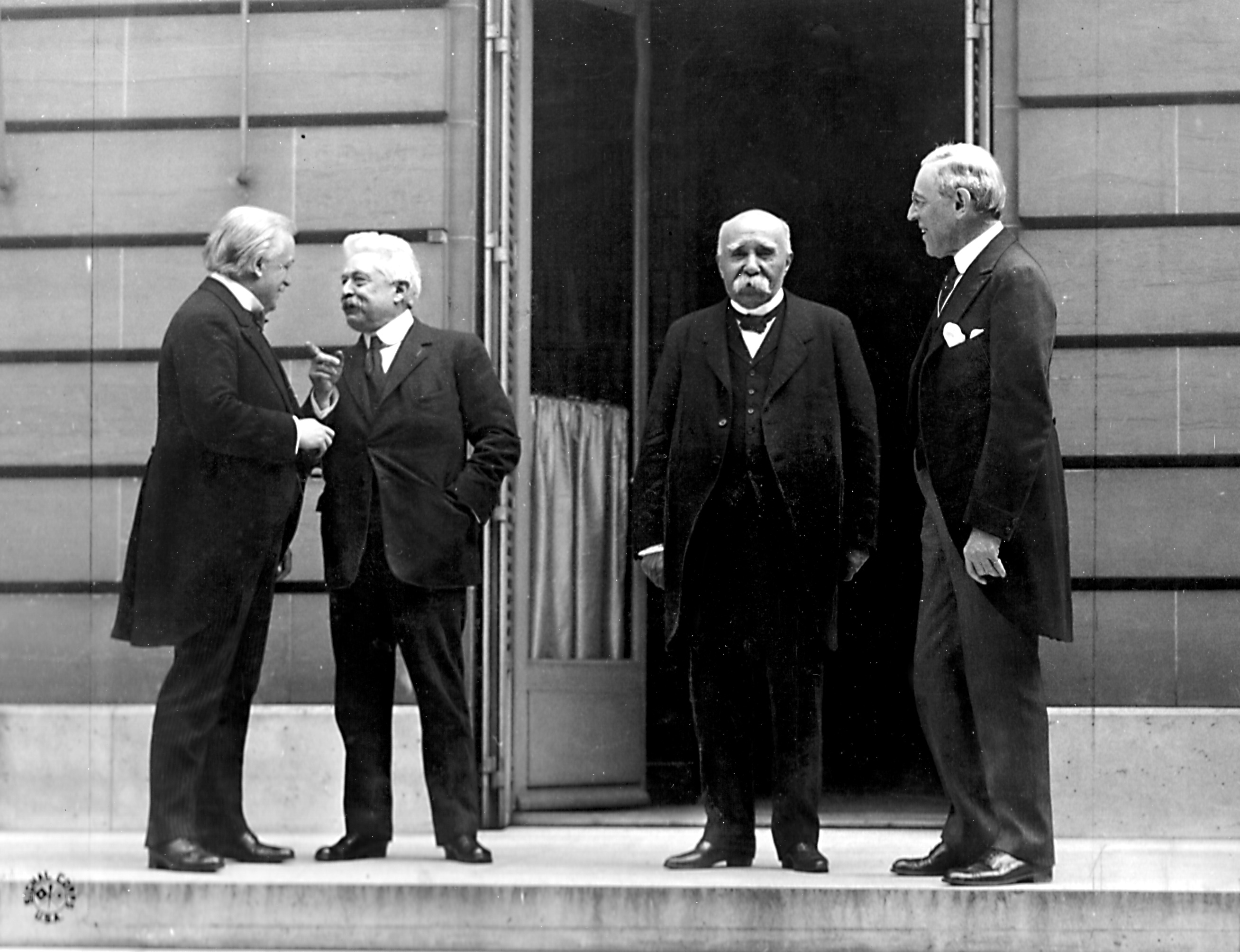
파리 강화 회의에 참석한 빅4(왼쪽부터, 데이비드 로이드 조지, 비토리오 올란도(Vittorio Orlando), 조르주 클레망소, 우드로 윌슨)

중국은 1917년에 독일에 선전포고를 했고, 그 뒤에도 유럽 전선에 공병대를 파견했다. 제1차 세계대전이 끝난 다음해인 1919년 1월부터 파리 강화 회의가 열렸다. 연합국의 일원으로 참전하여 승전국의 입장에 서게 된 중국도 이에 참가했다. 중국은 패전국인 독일이 산둥 내에서 차지하고 있던 식민지적 권익을 중국이 돌려받아야 한다고 주장했다. 선전포고로 인해 이미 독일과의 조약관계는 소멸되었다고 할 수 있었다. 그런데, 일본은 21개조 요구 가운데 산둥 문제에 관한 것에 대하여는, 돤치루이 정권이 1918년에 일본과 교환한 산둥 문제에 관한 공문을 근거로 산둥 문제는 중·일 간의 문제라고 주장했다. 문서상의 증거가 있었던데다가 영국·프랑스 등의 연합국이 1918년의 중일협약을 지지해주기로 일본과 약속했으므로, 4월 21일의 회의에서 결국 일본 측의 주장이 승인되었다. 결국, 파리 강화 조약에 의해 중국은 승전 후의 어떠한 이득도 나누어 가질 수 없었다. 게다가 도리어 다른 승전국들의 욕심을 채워주기 위해 영토보전의 권리까지 포기하지 않으면 안 되는 상황이 벌어진 것이었다. (→파리 강화 회의)

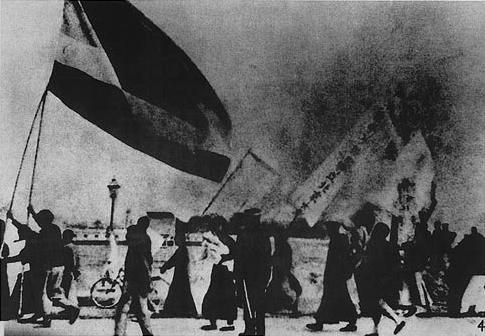
베르사유 조약에 반대하는 데모를 진행하는 북경대 학생들

이와 같이 중국의 주권을 침해하는 행위는 5·4 운동(1919년)과 같은 격렬한 배일(排日) 여론을 불러일으켰다. 이러한 국제 정세에 격분한 베이징대학 학생들을 중심으로 3,000여 명이 톈안먼에 모여 집회를 갖고 시위를 벌여 반대의 기세를 올렸다.(5월 4일) 이들은 강화조약에 대한 불만과 중국정부의 무능에 대한 울분을 당시 외무차관이었던 차오루린(曺汝霖)의 집을 불태우는 것으로 표출했다. 베이징의 군벌 정부는 즉시 탄압에 나서서 30여 명을 체포하였다. 학생들은 스트라이크로써 대항하였는데 톈진(天津)·상하이(上海)·난징(南京)·우한(武漢)에까지 파급되어 민족 위기를 호소하고 국산품 장려, 일본 상품의 불매 등을 외쳤다. 6월 3일 군벌 정부는 대규모 탄압을 감행하여 학생 약 1,000명을 체포하였다. 6월 3일의 이 사건은 광범한 민중의 분노를 불러일으키는 결과가 되어, 6월 5일부터 상하이 기타 도시에서의 노동자의 파업, 상점의 폐쇄 등으로 나타났으며, 전국의 각계 단체의 연합인 통일전선조직이 성립되었다. 그러자 군벌정부도 파리 강화 회의의 조인을 거부하지 않을 수 없었다.(→5·4 운동)
5.4 운동 이후 중국에서는 민족운동이 활발히 전개되었고, 광둥지방에서는 국민당(1919년 10월 10일)과 공산당(1920년 8월)이 창당되고 1924년부터 여러 지역에 널리 퍼진 군벌을 타도하기 위해 '국민 혁명', '제1차 국공 합작'(~1928년)이 전개되었다. 국민당의 당수 쑨원이 사망(1925년)한 이후, 국민당 당수가 된 장제스는 쑨원의 정신을 이어받아 북벌운동을 전개하여 강력히 추진하였다. 장제스는 북벌운동으로 북양군벌세력들을 몰아내고 사실상 중국을 장악하게 되었고, 1927년부터는 공산당 토벌에 나섰다.(제1차 국공내전 1927~36년) 일본은 5.4 운동 이후, 군벌 시대 중 만주를 근거지로 한 봉천파를 원조하며 중국 동북지방을 노렸다. 1927년 장제스가 지휘하는 국민혁명군은 '북벌운동'을 개시하면서 점차 봉천파의 군벌 장쭤린을 압박해왔고 그는 이에 밀리기 시작했다. 이들이 조만간 베이징을 점령할 것이 분명해진 것이었다. 그러자 막후에서 그를 지원하던 일본 정부도 결국 장쭤린에게 베이징을 국민당에 넘겨주고 퇴각하도록 권고했다. 다나카는 중국 북부에서 만주로 철수하도록 장쭤린에게 압력을 가했다. 만주에서는 일본군이 그를 보호할 수 있었다. 장쭤린은 마지못해 동의하였다. 그렇지만 일부 관동군 참모들은 이 조치에 계속 불만이었고, 괴뢰 군벌이 제공하는 것 이상의 직접 지배권을 만주에 요구해야 한다고 믿고 있었다. 그 중 한 사람이었던 고모토 다이사쿠 대좌는 일을 벌일 구실을 꾸미기로 결심하였다. 고모토는 장쭤린이 더 이상 이용가치가 없다고 판단하여 장쭤린을 제거하기로 하고, 고모토의 직속 부하로 하여금 베이징에서 톈진으로 돌아오는 장쭤린의 남만주 철도기차를 폭파하여 그를 암살(1928년 6월 4일, 장쭤린 폭살사건)한다. 이 사건은 사실상 고모토가 의도했던 일본의 만주 개입을 유발하지는 못했다. 왜냐하면 고모토의 상관이나 도쿄의 내각이나 그러한 행동을 인정하려 들지 않았기 때문이다. 실제 고모토는 간신히 군법 회의를 면했다.

### 일본제국의 중국 침략

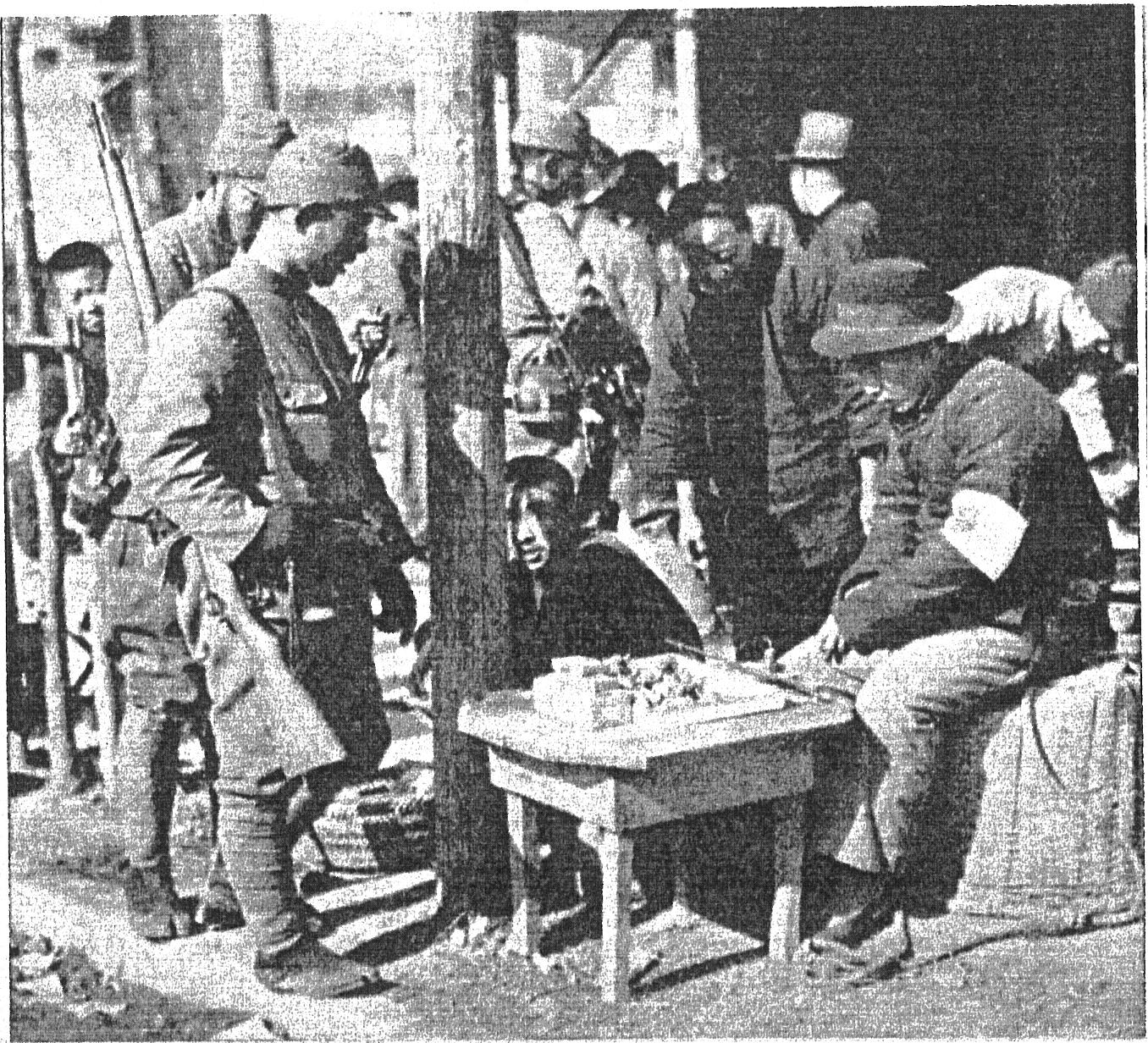
중일 전쟁 당시 중국 난징에 주둔한 일본군 병사와 중국인 (1937년)

일본에서는 만주사변, 일중전쟁, 태평양전쟁으로 부르다가 현재는 15년 전쟁으로 부르기도 한다. 중국에서는 루거우차오 사건이 발생한 1936년부터 일본이 항복한 1945년 8월까지 8년 동안만을 전쟁 기간으로 간주하여 8년 전쟁이라고도 한다. 이러한 견해 차이는 루거우차오 사변을 하나의 단절점으로 보느냐의 여부에 따른다. 단절로 보는 견해는 만주사변이 하나의 국지전이고, 병력 동원과 소모 면에서 중일전쟁과 비교할 때 훨씬 한정적이라고 보기 때문이다. 반면 15년 전쟁으로 보는 견해는 세 전쟁(만주사변, 중일전쟁, 태평양전쟁)이 일본 제국주의의 일관된 침략을 기반으로 수행된 불가분적 관계로 연결되어 있다고 보기 때문이다.

#### 만주사변
장쭤린이 관동군의 계략으로 피살됨으로써, 관동군과 봉천파 간의 협조 관계는 종결되었다.:138 국민당 정부는 북경을 점령한 뒤 청일통상조약(1896년)을 폐기한다고 일본에 통고하였다.:138 이는 국민당 정부가 국민의 여론을 등에 업고 본격적으로 배일공세를 취하기 위한 신호였다.:138 일본에 반감을 가지게 된, 장쭤린의 아들 장쉐량은 장쭤린을 계승하여 반대파를 처형하고 장쉐량은 장제스의 중화민국 정부군에 합류(1929년)하고, 장제스에게서 동삼성(東三省) 보안총사령관 자리를 받았다.:138 이것은 일본으로서는 실망스러운 일이었다.:138 만주에서도 일본상품을 배척하고 제국주의적 이권을 다시 회수하고자 하는 운동이 일어나게 되었다. 세계 대공황(1929~39년)으로 남만주 철도 영업이 부진하게 되고 중국 국민정부에 의한 만주철도포위선 건설계획은 만주철도의 이권을 위협하게 되었다. 일본 국내에서는 이것을 <만·몽의 위기>라고 선전하였다. 1931년 7월 2일, 지린성 창춘 현(長春縣) 싼싱바오(三姓堡) 만보산 지역에서 일본의 술책으로 조선족 농민과 중국인 농민 사이에 수로(水路) 문제로 충돌 및 유혈사태가 일어났고, 이것이 일본의 술책으로 인한 것을 알게 된 중국에서는 배일 운동이 더욱 심화되었다. (→만보산 사건)
일본 제국의 관동군이 1931년 9월 18일 중국의 만주를 침략하기 위해 자작극을 벌였다. 만주 침략을 위한 작전의 시나리오는 관동군 작전 주임참모인 이시하라 간지, 관동군 고급 참모인 이타가키 세이시로, 관동군 사령관인 혼조 시게루 등 단 세 명이 만들었다. 이들을 중심으로 <만몽영유계획>이 모의되었다. 침략의 구실을 만들기 위해 관동군은 1931년 9월 18일 밤 10시 30분경 만주 봉천 교외의 류탸오후(柳條溝)에서 만철 선로를 스스로 폭파하고 이를 중국의 장쉐량 지휘하의 동북군 소행이라고 발표한 후 관동군은 만주 침략을 개시하였다. (→류탸오후 사건, 만주사변의 시작) 3년 전의 장쭤린 폭살사건 이후 고조되기 시작한 "일본의 생명선 만몽(萬蒙)의 위기"는 드디어 파국을 맞이하고 있었다. 그리고 일본의 제국주의는 한줌의 군인들을 내세워 중국,일본과 아시아의 민중을 도탄에 빠뜨리는 15년간의 기나긴 "아시아 태평양 전쟁"이라는 파멸의 길로 치달아갔다.
1932년 1월 28일에 중국의 상하이 국제 공동조계 주변에서 중일 양군의 충돌이 일어났다. (→제1차 상하이 사변)

## 정무
1960년대까지는 중화민국과의 외교도 있었고, 과거사 문제와 체제 문제 때문에 수교를 맺는데는 어려움을 겪었으나 핑퐁외교에 자극을 받은 일본 국내에서도 국교 수립을 위한 움직임이 가속화되었다. 당시 사토 에이사쿠 총리는 기본적으로 대중 자세를 바꾸지 않았으나, 이윽고 자민당의 총재 선출에서 일중 수교를 공약으로 내걸었던 다나카 가쿠에이가 승리하였다. 다나카 총리는 오히라 마사요시 외상과 함께 1972년 9월 중화인민공화국을 방문하여, 마오쩌둥과 저우언라이과 회견하고, 중화인민공화국을 승인하는 것으로 외교 관계를 수립하였다. 이로써 기존의 중화민국과는 외교관계를 단절하였다. 국교 정상화에 즈음하여 공동성명이 발표되었는데, 일본측은 "전쟁을 통하여 중국 국민에게 중대한 손해를 끼친데 대하여 책임을 통감하고, 깊이 반성한다"고 서술하였고, 중국측은 일본에 대한 전쟁배상의 포기를 선언하였다.:498 2006년 10월의 아베 총리의 방중 때에, 일-중 간에는, "전략적 호혜관계"를 목적으로 하는 것이 합의되었다. 공통의 전략적 이익에 기준을 둔 호혜관계가 그것이다. 종래, 일-중 간의 관계에서 사용되지 않았던 "전략"이라고 하는 표현이 처음으로 사용되었다는 것은 특기할 만 하다. 양국이 "전략"이라고 하는 명칭을 사용하는 것에 합의한 배경에는 일-중 관계를 2국간관계에 그치지 않고, 장기적, 대국적인 관점에서 구축하고자 하는 의욕이 있는 것으로 볼 수 있다. 다시 말해서, 일중 양국이 아시아 및 세계의 평화와 발전을 위해서 함께 건설적인 공헌을 할 것을 통하여, 공통 이익을 확대시키고, 양국 관계를 발전시키려는 것이 목적이다. "전략적 호혜관계"는 2007년의 원자바오 총리의 방일, 후쿠다 총리의 방중, 2008년의 후진타오 방일에서도 이어지고 있어, 중일관계의 기본축이 되고 있다.:498

## 경제
개혁개방 정책 이후로, 많은 일본계 기업들이 생산거점을 중국에 두고 있고, 2010년 이후 중국은 경제규모에서 일본을 제치고 성장하여, 무시할 수 없는 존재가 되었다.
| 도쿄 \|\| align=center\|NRT \|\| align=center\|RJAA \|\| 나리타   | 일본항공 : 광저우, 베이징, 상하이(푸둥), 홍콩                                                 |
| 오사카 \|\| align=center\|KIX \|\| align=center\|RJBB \|\| 간사이 | 일본항공 : 광저우, 베이징, 상하이(푸둥)                                                       |
| 나고야 \|\| align=center\|NGO \|\| align=center\|RJGG \|\| 주부   | 일본항공 : 광저우, 상하이(푸둥), 텐진                                                         |
| 도쿄 \|\| align=center\|HND \|\| align=center\|RJTT \|\| 하네다   | 일본항공 : 베이징, 상하이(훙차오), 홍콩                                                       |
| 베이징 \|\| align=center\|PEK \|\| align=center\|ZBAA \|\| 수도   | 중국국제항공 : 도쿄(나리타), 도쿄(하네다), 오사카, 나고야, 후쿠오카, 히로시마, 삿포로, 센다이 |
| 칭다오 \|\| align=center\|TAO \|\| align=center\|ZSQD \|\| 류팅   | 중국국제항공 : 도쿄(나리타)                                                                   |
| 청두 \|\| align=center\|CTU \|\| align=center\|ZUUU \|\| 솽류     | 중국국제항공 : 나고야, 도쿄(나리타)                                                           |

## 사회
한편, 야스쿠니 신사 문제와 관련하여 관계가 악화되었다. 일본에는 2005년 중국에서 일어난 반일 활동 등이 많이 보도되었고, 또한 2008년 6월, 미국의 민간조사기관 뷰리서치센터의 조사에서는 중국이 호감이 가지 않는다고 답한 비율이 84%(전년도 대비 17% 증가)로 나타나, 조사한 24개국 중에서 가장 높았다. 또한 일본인의 중국에의 여행자도 감소하였다. 중국에서는 전년도 대비하여 9%가 감소하였으나, 그럼에도 69%가 일본이 호감이 가지 않는다는 조사결과가 나와, 전과 다름없이 양국민이 상호간에 반발하고 있다는 것이 명확히 드러났다. 쓰촨 대지진 때, 자위대의 구호 활동 등, 중국인으로부터의 감사가 표시되기도 한다.

## 문화
중국의 육조(六朝) 문화는 일본의 아스카 문화에 영향을 주었고, 일본의 하쿠호 문화는 당나라의 문화를 이어받았다. 이 당나라의 문화를 섭취하는데 큰 역할을 담당한 것은 견당사이다.
2009년 4월에 중국 전역에서 개봉한 《난징!난징!》과 《라베일기》두 편의 전쟁영화가 극장가 흥행열풍을 주도하면서 중·일 양국의 외교관계에까지 악영향을 미치고 있다. 두 영화는 모두 난징 대학살을 소재로 삼고 있다.

## 같이 보기
- 일본계 중국인
- 중국계 일본인